# Ко Цу Кун
Ко Цу Кун (англ. Koh Tsu Koon; кит. 许子根; родился 26 августа 1949 г. в Пинанге) — малайзийский политик.
Окончил Принстонский университет (1970) и получил степень по физике. В 1977 году получил звание доктора философии по экономике и социологии в Чикагском университете. Ко Цу Кун также является выпускником Программы Фулбрайта Стэнфордского университета.
В 1982—1986 годах был депутатом Парламента Малайзии от округа Танджонг. Служил главным министром Пинанга с 1990 по 2008 годы. В 2009—2015 — сенатор верхней палаты Парламента Малайзии.
В апреле 2009 года Ко был назначен Министром национального объединения и контроля качества исполнительности Премьер-министром Наджиб Тун Разаком
 В 2011 году получил звание Посол мира за миротворчество от Федерации за всеобщий мир.
Являлся президентом Партии народного движения Малайзии (2008—2013), входил в бывшую правящую коалицию Народный фронт.